# الکافی فی الحساب
الکافی فی الحساب کتابی است به زبان عربی و با موضوع جبر، حساب و هندسه که توسط ابوبکر کرجی در اوایل قرن ۵ ه‌ق نوشته شده است.
از این کتاب نسخه‌های خطی متعددی موجود است. نخستین بار خاورشناس آلمانی، ادولف هوخهایم آن را به زبان آلمانی ترجمه و در سه جلد کوچک بین سال‌های ۱۸۷۸ و ۱۸۸۰ منتشر کرد. الکافی فی الحساب پس از الفخری دومین کتاب کرجی بود که در آن زمان در اروپا ترجمه و چاپ شد و همین ترجمه‌ها بودند که توجه پژوهشگران تاریخ علم و ریاضی‌دان‌های غربی را به کرجی و دستاوردهای علمی او جلب کردند.

## محتویات
کتاب الکافی فی الحساب دارای ۷۰ بخش است. ۴۳ بخش نخست آن درباره اعمال حساب، بخش‌های ۴۴ تا ۵۳ آن درباره هندسه و بخش‌های ۵۴ تا ۷۰ آن خلاصه و مقدماتی از جبر است.
کرجی این کتاب را به عنوان کتابی در حساب جهت آموزش دادن کار با اعداد صحیح و کسرها (در هر دو مبنای ۱۰ و ۶۰)، استخراج ریشه‌ها دوم و تعیین مساحت و حجم تألیف کرد. وی در این کتاب از هیچ رقمی استفاده نکرده و تمامی اسامی اعداد با حروف کامل ثبت شده است. جورج سارتن الکافی فی الحساب را بیشتر مبتنی بر معلومات یونانی و هلنی می‌داند.

## شرح‌ها
بر کتاب الکافی فی الحساب دو شرح نوشته شده است:
1. شرح کتاب الکافی للکرجی تألیف ابوعبدالله شقاق بغدادی. از این کتاب یک نسخه خطی در کتابخانه سرای استانبول به شماره ۲/۳۱۳۵ موجود است.
2. الشرح الشافی للکتاب الکافی فی الحساب تألیف محمد بن علی بن حسن بن احمد شهرزوری. از این کتاب یک نسخه خطی در کتابخانه ینی جامع استانبول به شماره ۸۰۱ موجود است.

همچنین در کشف‌الظنون (جلد ۱ ستون ۶۶۴) در مقاله «علم حساب» آمده است: «و الکافی للکرجی و مختصره للسموأل (ابن یحیی بن عباس)». در جلد ۲ کشف‌الظنون ستون ۱۳۷۷ آمده است: «الکافی فی حساب الدرهم و الدینار لسموأل بن یحیی مغربی ذکره فی الموضوعات.» تاکنون از این کتاب سموأل که مختصری از کتاب الکافی فی الحساب بوده نسخه‌ای یافت نشده است.